# هرمون وطائي نخامي
الهرمون الوطائي-النخامي (بالإنجليزية: Hypothalamic-pituitary hormone)‏ يشير إلى فئة الهرمونات التي تنتج عن طريق الوطاء (بالإنجليزية: Hypothalamus)‏ و الغدة النخامية (بالإنجليزية: pituitary gland)‏.
على الرغم من أن الأعضاء التي تنتج هذه الهرمونات صغيره نسبيا في حجمها، إلاّ أن تأثيرها يتتابع في جميع أنحاء الجسم. يمكن تصنيف هذه الهرمونات على أنها محور وطائي-نخامي (بالإنجليزية: Hypothalamic-Pituitary axis)‏ (محور HP)، حيث يتفرع منه ثلاثة محاور فرعية هم:
1. المحور الوطائي-النخامي-الكظري HPA، (بالإنجليزية: Hypothalamic–pituitary–adrenal axis)‏.
2. المحور الوطائي-النخامي-التناسلي HPG، (بالإنجليزية: Hypothalamic–pituitary–gonadal axis)‏.
3. المحور الوطائي-النخامي-الدرقي HPT، (بالإنجليزية: Hypothalamic–pituitary–thyroid axis)‏.

و من المحتمل أن وظيفة هذه الهرمونات تتأثر بالنشاط الحركي.
|                                  | المحور الوطائي-النخامي-الدرقي HPT axis | المحور الوطائي-النخامي-الكظري HPA axis | المحور الوطائي-النخامي-التناسلي HPG axis    | النمو                       | الإدرار        |
| هُرْمونٌ وِطائِيّ Hypothalamic hormone | هرمون مطلق لموجهة الدرقية TRH          | هرمون مطلق لموجهة القشرة CRH           | هرمون مطلق لموجهة الغدد التناسلية GnRH      | مطلق هرمون النمو GHRH       | دوبامين (مثبط) |
| هُرْمونُ نُّخَامِيّ Pituitary hormone    | هرمون منبه الدرقية TSH                 | الهرمون الموجه لقشر الكظر ACTH         | هرمون منشط للجسم الأصفر وهرمون منشط للحوصلة | هرمون النمو GH              | برولاكتين      |
| العضو النهائي                    | غدة درقية                              | غدة كظرية                              | الغدة التناسلية في البشر (خصية أو مبيض)     | كبد                         | غدد ثديية      |
| المُنتج                           | ثيروكسين                               | كورتيزول                               | تستوستيرون أو إستراديول                     | عامل النمو شبيه الانسولين-1 | حليب           |